# 瓊崖道
瓊崖道（けいがい-どう）は中華民国北京政府により設置された広東省の道。

## 沿革
1913年（民国2年）、清代の瓊崖道に設置。観察使は瓊山県に置かれ、下部に瓊山、澄邁、定安、文昌、瓊東、楽会、臨高、儋県、崖県、万寧、陵水、感恩、昌江の13県を管轄した。1914年（民国3年）5月に観察使が道尹と改められた。1920年（民国9年）12月に廃止されている。

## 行政区画
廃止直前下部の13県を管轄した。（50音順）
- 崖県
- 感恩県
- 瓊山県
- 瓊東県
- 昌江県
- 儋県
- 澄邁県
- 定安県
- 文昌県
- 万寧県
- 楽会県
- 陵水県
- 臨高県